# Eerste Slag om Nepheris
De Eerste Slag om Nepheris was een veldslag tijdens de Derde Punische Oorlog, tussen Rome, onbekend wie de generaal was, en Carthago, geleid door Hasdrubal
de Boetarcho. 
Nepheris was een versterkt fort ten zuiden van Carthago. Het verloop van de veldslag is onbekend, maar wel is bekend dat Hasdrubal de Romeinen overwon. Scipio Aemilianus zou later Nepheris innemen en Diogenes van Carthago verslaan in de Tweede slag bij Nepheris. Hasdrubal nam de leiding over de Carthaagse verdediging van de stad Carthago zelf, tijdens het Beleg van Carthago. Hij zou ook de leiding hebben gehad over de Carthaagse vloot tijdens de Slag om de Haven van Carthago, waar hij opnieuw de Romeinen overwon.